# 丹尼尔·J·伯恩斯坦
丹尼尔·朱利叶斯·伯恩斯坦（英語：Daniel Julius Bernstein，有时被称为djb，漢語名 狄傑比；1971年10月29日—），德裔美国人，数学家、密码学家及程序员。他是埃因霍温理工大学数学与计算机科学系的私人教授（"persoonlijk hoogleraar"），同时也是伊利諾大學芝加哥分校的计算机科学研究教授。